# Corts de València (1339)
Les Corts de València de 1339, Corts Generals del regne de València, foren convocades el 30 de desembre de 1338 per Pere el Cerimoniós, per a l'1 de febrer de 1339, per a tractar sobre l'afer de l'homenatge exigit pel rei a Jaume III de Mallorca, i per a tractar la qüestió de les donacions territorial fetes per Alfons el Benigne a la reina Elionor i als seus fills.
En aquestes Corts es convocaren 14 viles del regne (València, Morella, Morvedre, Borriana, Castelló de la Plana, Vila-real, Llíria, Castellfabib, Ademús, Alpont, Alzira, Xàtiva i Cullera i Corbera); 10 membres de l'Església (els bisbes de València, Tortosa i Sogorb, els abats de Benifassà i la Valldigna, el capítol de la catedral de València, el comanador de l'orde de l'Hospital a València, el mestre de Montesa, el comanador de Montalbà, i el mestre de Calatrava); i 37 pel braç nobiliari: 3 infants (Pere, Ramon Berenguer i Jaume), 18 nobles i 16 cavallers.
Aquestes Corts duraren des de l'1 de febrer fins al 24 de març de 1339, i se celebraren en el convent dels dominics de València. Amb el tema pendent de les donacions fetes pel rei Alfons a la reina Elionor i als seus fills, el rei Pere elegeix el 16 de febrer una comissió formada per membres dels tres estaments, per agilitzar la resolució. A començaments de març, amb presència de la reina Elionor, el rei confirma les donacions de l'infant Ferran i ofereix a l'altre germà, Joan, canviar les viles de Castelló de la Plana i Llíria, per altres llocs d'importància equivalent. En els darrers dies de la celebració de les Corts el rei fou informat del pas d'Abu-l-Hàssan Alí, emir marínida de Fes, amb un fort exèrcit, a la península; i mana als seus súbdits defendre el territori.